# Gabriel París Gordillo
Gabriel París Gordillo, född 8 mars 1910, död 21 mars 2008, var president i Colombia mellan 1957 och 1958. Han var den siste kvarvarande medlemmen av militärjuntan som styrde Colombia på 1950-talet.